# Kulikowski Skerry
Die Kulikowsky Skerry ist eine Insel vor der Küste des ostantarktischen Kemplands. Sie ist die östlichste der Rigel Skerries im Archipel Øygarden.
Das Antarctic Names Committee of Australia benannte sie 1976 nach William Kulikowski, Zimmerer auf der Mawson-Station im antarktischen Winter 1975, der von September bis Oktober jenes Jahres als Teil einer Schlittenmannschaft auf den Rigel Skerries campiert hatte.